# آکیرا کودو
آکیرا کودو (انگلیسی: Akira Kudo؛ زادهٔ ۱ ژانویه ۱۹۵۴) کشتی‌گیر اهل ژاپن بود.
وی در مسابقات کشوری و بین‌المللی در مجموع برندهٔ ۱ مدال طلا، ۱ مدال برنز شده‌است.